# Orlando Jones
Orlando Jones (Mobile, Alabama, 10 de abril de 1968) é um ator e comediante de televisão e cinema estadunidense.

## Filmografia

### No cinema
- 2016 - The Book of Love como Cornelius "Dumbass" Thibadeaux
- 2013 - Enemies Closer como Clay
- 2011 - The Chicago 8 como Robert "Bobby" Seale
- 2011 - Seconds Apart como Detetive Lampkin
- 2009 - Cirque Du Freak (filme) como Alexander Ribs
- 2007 - Primeval como Steve Johnson
- 2007 - I Think I Love My Wife como Nelson (não creditado)
- 2006 - Looking for Sunday como Einstein Steinberg
- 2004 - House of D como Superfly
- 2003 - Runaway Jury como Russell
- 2003 - Biker Boyz como Soul Train
- 2002 - Drumline como Dr. Lee
- 2002 - The Time Machine como Vox
- 2001 - Evolution como Prof. Harry Phineas Block
- 2001 - Say It Isn't So como Dig McCaffrey
- 2001 - Double Take como Daryl Chase
- 2000 - Bedazzled como vários personagens
- 2000 - Chain of Fools como Miss Cocoa
- 2000 - The Replacements como Clifford Franklin
- 2000 - From Dusk till Dawn 3: The Hangman's Daughter como Ezra Traylor
- 1999 - Magnolia como Worm
- 1999 - Liberty Heights como Little Melvin
- 1999 - Office Space como Steve, Magazine Salesman
- 1999 - New Jersey Turnpikes
- 1999 - Waterproof como Natty Battle
- 1998 - Woo como Sticky Fingas
- 1997 - In Harm's Way como Andre
- 1997 - Sour Grapes como Bum

### Na televisão
- 2019 - Law & Order: Special Victims Unit como Snake (Episódio: "Exchange")
- 2017 - Room 104 como Samuel (Episódio: "The Knockandoo")
- 2017–presente - American Gods como Mr. Nancy (5 episódios)
- 2017 - Madiba como Oliver Tambo (Minissérie)
- 2015 - The Haunting of... como ele mesmo (Episódio: "The Haunting of Orlando Jones")
- 2013/2015 - Sleepy Hollow como Capitão Frank Irving (28 episódios)
- 2012/2015 - Black Dynamite como Basehead (9 episódios)
- 2011 - CSI: Miami como Lawrence Kingman (Episódio: "By the Book")
- 2011 - Necessary Roughness como Lazarus Rollins (2 episódios)
- 2009 - House, M.D. como Marcus Foreman (Episódio: "Moving the Chains")
- 2009 - Rules of Engagement como Brad (4 episódios)
- 2008 - Pushing Daisies como Magnus Olsdatter (Episódio: "The Norwegians")
- 2008 - New Amsterdan como Harold Wilcox (Episódio: "Soldier's Heart")
- 2007 - Ghost Whisperer como Casey Edgars (Episódio: "Unhappy Medium")
- 2007 - Men in Trees como George (3 episódios)
- 2006/2008 - Everybody Hates Chris como Sr. Newton/Dr. Clint Huxtable (2 episódios)
- 2006 - The Adventures of Chico and Guapo como Concepcion (8 episódios)
- 2006 - The Evidence como Inspetor Cayman Bishop (8 episódios)
- 2005 - Wild 'n Out como ele mesmo (Episódio: "Orlando Jones")
- 2004/2005 - Father of the Pride como Snack (14 episódios)
- 2003 - The Orlando Jones Show como ele mesmo (8 episódios)
- 2003 - The Bernie Mac Show como Max Trotter (Episódio: "For a Few Dollars More")
- 2003 - Girlfriends como Dr. Darren Lucas (Episódio: "Sex, Lies, and Books")
- 1998 - King of the Hill como Kidd Mookie (Episódio: "Traffic Jam")
- 1995/1997 - MADtv como vários personagens (41 episódios)
- 1994 - Sound fX como ele mesmo
- 1992 - A Different World como Troy Douglas (2 episódios)
- 1992 - Herman's Head como Cop (Episódio: "Guns 'n Neurosis")